# 90821 Augustsedlacek
90821 Augustsedlacek este o planetă minoră (asteroid), cu un diametru de 2,525 km, din centura de asteroizi. A fost descoperită pe 26 septembrie 1995 la Observatorul Kleť de Observatorul Kleť și a fost numită după August Sedláček⁠(d). 
Obiectul prezintă o orbită caracterizată de o semiaxă mare de 2,6952894427929 UAi, o excentricitate de 0,23039160884259, o înclinație de 6,0803285375904 ° în raport cu ecliptica.